# Śrubki

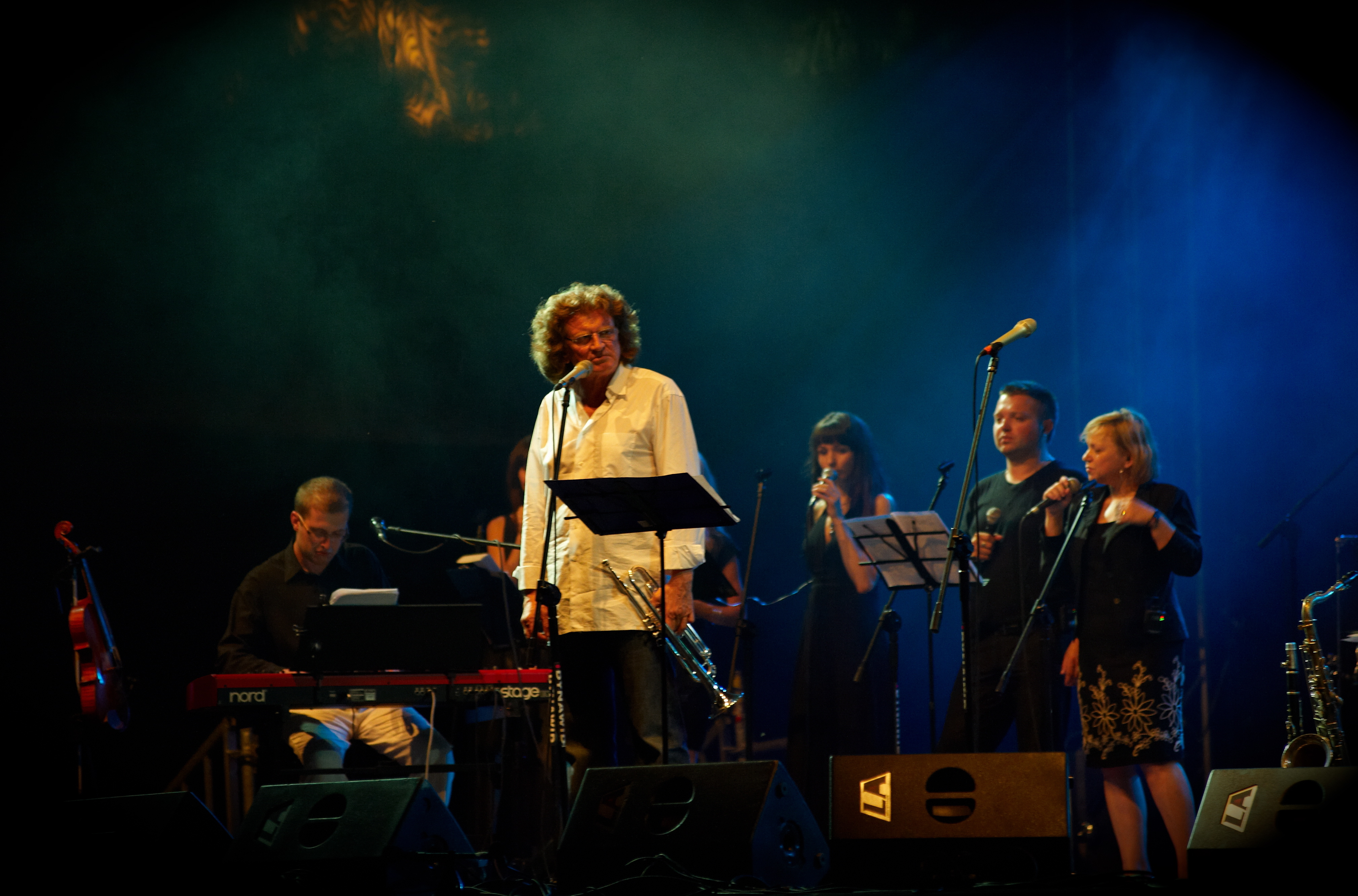
Zbigniew Wodecki na koncercie Śrubek

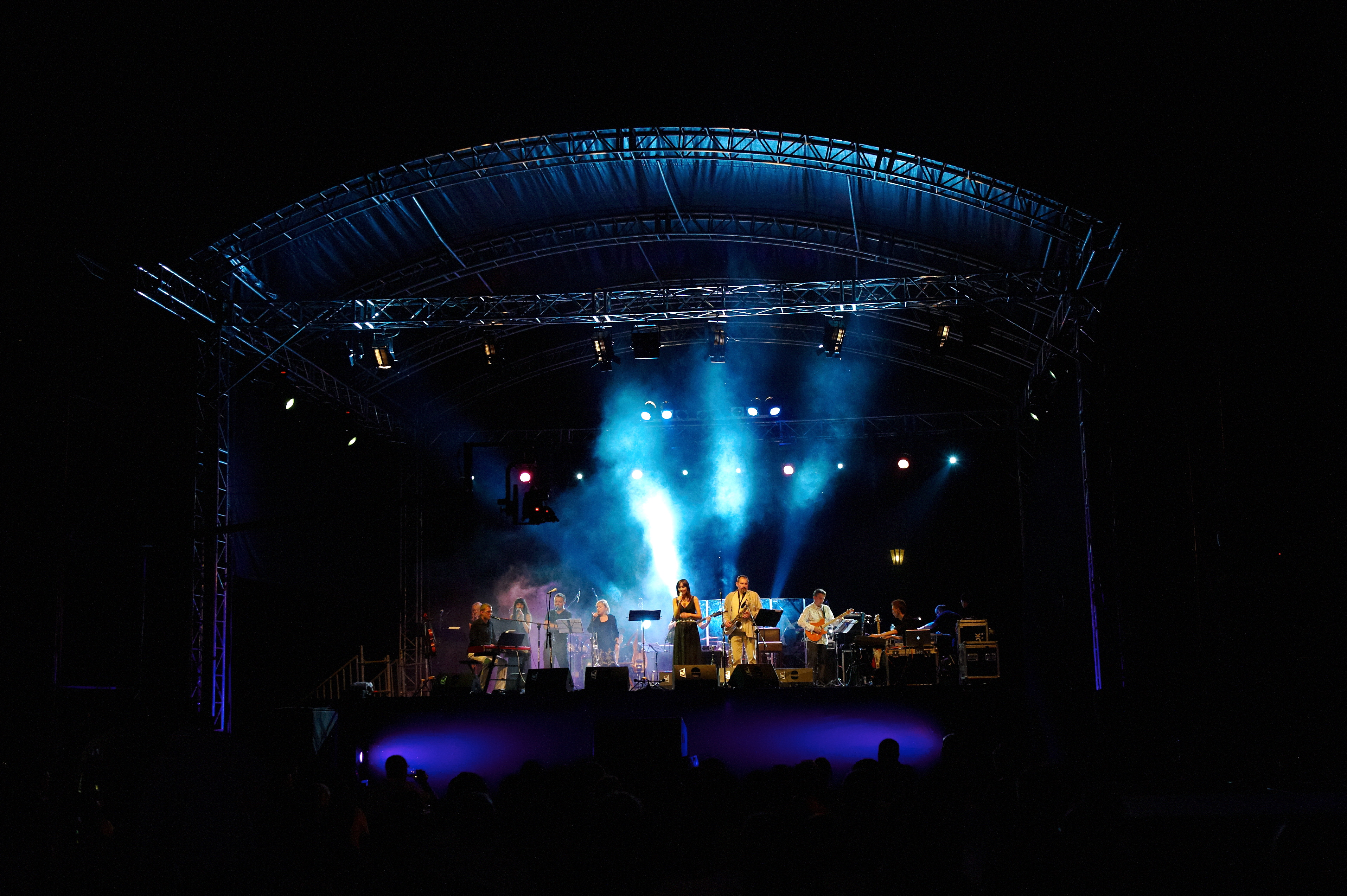
Koncert Śrubek w Fortach Kleparz

Śrubki – grupa muzyczna pod kierownictwem Michała Jurkiewicza.
Na płycie Śrubki wystąpili m.in. Kuba Badach, Grzegorz Turnau, Zbigniew Wodecki, Dorota Miśkiewicz, Jacek Królik, Leszek Szczerba. Uroczysta premiera płyty miała miejsce 22 lutego 2010 roku na peronie stacji Jędrzejów Wąskotorowy (Świętokrzyska Kolej Dojazdowa), gdzie odbył się minikoncert, premierowy przejazd motodrezyną, która została specjalnie skonstruowana na tę okoliczność oraz wycieczka po trasie Świętokrzyskiej Kolejki Dojazdowej „Ciuchcia Expres Ponidzie” (w planie do Pińczowa, jednak zakończona w okolicach granic miasta, z powodu wykolejonego pługu).
Koncertowa premiera odbyła się 28 listopada 2009 w Collegium Polonicum w Słubicach podczas 6. Międzynarodowego Festiwalu Piosenki Autorskiej „transVOCALE”. Przed koncertem rozdawany był singel zwiastujący płytę (zawierający utwory Kołysanka, Kolejowy szlak oraz Z wysokiego nieba).
Śrubki wystąpiły również na corocznym imieninowym koncercie Grzegorza Turnaua, międzynarodowym festiwalu Carpathia 2010 (na koncercie wieczornym oraz inicjatywie Pierwszy Polski Peron Artystyczny otwierającej festiwal) oraz na krakowskiej premierze w Fortach Kleparz.
W 2010 Śrubki nagrały Piosenkę świąteczną. Do utworu został nakręcony teledysk na terenie skansenu kolejowego w Pyskowicach.
22 maja 2012 została wydana druga płyta zespołu – Gra mandolina. Na płycie występują m.in. Kuba Badach, Andrzej Sikorowski, Maja Sikorowska, Cezary Konrad, Robert Kubiszyn, Krzysztof Napiórkowski. Pierwszym singlem promującym płytę był utwór Cierpliwe anioły.
Do trzech utworów z albumu zostały nakręcone teledyski: Piosenka o drezynie, Na niepogodę i Taka noc.

## Skład koncertowy
(Źródło:)
- Michał Jurkiewicz - instrumenty klawiszowe, altówka, wokal, aranżacje, kierownictwo muzyczne, produkcja muzyczna
- Jacek Królik - gitara
- Łukasz Adamczyk - gitara basowa, kontrabas
- Wojtek Fedkowicz - perkusja
- Sławomir Berny - instrumenty perkusyjne
- Leszek Szczerba - saksofony, klarnet
- Kamil Barański - instrumenty klawiszowe
- Agnieszka Jurkiewicz - flet, wokal
- Grzegorz Sieradzki - wokal
- Ola Królik - wokal
- Gosia Markowska - wokal
- Agnieszka Chorążak - wokal
- Ewa Niewdana-Hady - wokal
- Justyna Motylska - wokal, instruktor wokalny[20]
- Bartek Magdoń - realizacja dźwięku
- Oskar Tarczyński - realizacja dźwięku[21]

oraz gościnnie:
- Grzegorz Turnau - wokal
- Kuba Badach - wokal
- Dorota Miśkiewicz - wokal
- Zbigniew Wodecki - wokal

Współpracują również:
- Jacek Fedkowicz - gitara basowa[22]
- Damian Kurasz - gitara[22]
- Mirek Hady - perkusja[22]
- Gerta Szymańska - instrumenty perkusyjne[23]
- Krzysztof Napiórkowski - wokal[24]
- Szymon Kamykowski - saksofon[25][26]
- Łukasz Belcyr - gitara[26]
- Piotr „Quentin” Wojtanowski - gitara basowa[26]

## Dyskografia

### Albumy
- 2010 Śrubki[2]
- 2011 Z wysokiego nieba (kompilacja)[27]
- 2012 Gra mandolina[16]

### Single
- 2009 Śrubki - wydanie specjalne Kraków-Słubice (Kołysanka, Kolejowy szlak oraz Z wysokiego nieba)
- 2010 Kolejowy szlak
- 2010 Kołysanka (gościnnie Dorota Miśkiewicz i Kuba Badach)
- 2012 Cierpliwe anioły[28]

### Teledyski
- 2010 Piosenka świąteczna[12]
- 2012 Piosenka o drezynie[17]
- 2012 Na niepogodę[29][18]
- 2012 Taka noc[30][19]